# کوکا-کولا فیمسا
کوکا-کولا فیمسا (انگلیسی: Coca-Cola FEMSA) شرکت صنایع غذایی مکزیکی است، که در سال ۱۹۹۳ تأسیس شد.